# Медаль «За защиту Кореи» (США)
Медаль «За защиту Кореи» — американская военная награда, созданная в соответствии с указом Pub.L. 107—314 Джорджа Буша-младшего от 2 декабря 2002 года. Вручается за героизм, проявленный при обороне и защите Республики Кореи.
Проект учреждения медали был создан конгрессменом Элтоном Галлегли и сенатором Джеффом Бингамэном.
Было предложено несколько вариантов медали, но окончательный вид утвердил дизайнер Джон Спростон.

## Статут
Медалью за защиту Кореи может быть награждён любой представитель вооружённых сил Соединенных Штатов, который служил в Южной Корее и проявил героизм. Чтобы претендовать на медаль, служащий должен прослужить в Корее, по крайней мере тридцать дней подряд. Медаль также предоставляется тем, кто в течение 60 непоследовательных дней исполнял служебный долг в Корее (включая резервистов на ежегодной подготовке).
Срок в 30/60 дней может не учитываться, если военнослужащий принимал участие в вооружённом столкновении, был ранен или пострадал при исполнении служебных обязанностей и для него потребовалась медицинская эвакуация или участвовал в качестве назначенного регулярного члена лётного экипажа в вылетах и провёл более 30 дней в воздушном пространстве Кореи. В таких случаях медаль вручается независимо от времени службы на территории Кореи.
Медаль за защиту Кореи может вручаться служащим, принимавшим участие в Корейской войне или в других операциях, проводившихся после 28 июля 1954 года на территории Кореи.
Разрешается награждение только одной наградой за защиту Кореи, независимо от количества времени службы в Корее.

## Описание

### Аверс
Медаль за защиту Кореи изготавливается из бронзы и имеет диаметр 1¼ дюйма (32 мм). На аверсе нанесён корейский «круг дракона», обрамлённый надписью «KOREA DEFENSE SERVICE MEDAL». В нижней части медали изображены две веточки: лавровая слева и бамбуковая справа.

### Реверс
На реверсе нанесено изображение Корейского полуострова, увенчанное двумя скрещенными мечами, направленными остриями вверх. По краю — декоративный обруч с пятью кольцами.

### Лента
Лента для медали шириной 1⅜ дюйма (35 мм), основной фон — зелёного цвета. В центре голубая полоса шириной ¼ дюйма (6,4 мм), по краям золотисто-желтые и белые полосы шириной 1/16 дюйма (1,6 мм), расположенные на расстоянии в 3/32 дюйма (2,4 мм) друг от друга.